# Nat på Ikea
|  | Denne artikel er oprettet af botten Steenthbot ud fra en ekstern database. Den kan derfor have sproglige fejl eller mangler. Denne skabelon kan fjernes efter kontrol af indholdet. |

Nat på Ikea er en dansk kortfilm fra 2016 instrueret af Magnus B. Bjørlo Lysbakken.

## Handling
Den unge studerende Carl tiltræder som nattevagt i Ikea efter hans kæreste bliver gravid. Om natten hjemsøges han af mærkelige lyde fra udstillingsafdelingen, og en nat leder disse ham til opdagelsen af et hemmeligt samfund. Mennesker der bor der og har det godt i deres egen lille boble, for der er der ingen pligter eller konflikter. Forført af en tilværelse uden bekymringer trækkes Carl ind i en eskalerende virkelighedsflugt, og det hele kulminerer i en absurd opsætning af Ibsens ”Et dukkehjem”. Det bekymringsløse går dog hånd i hånd med det meningsløse, og i takt med at Carl er mindre og mindre tilstede i det virkelige liv, begynder tilværelsen i Ikea at fremstå som foruroligende kontrastløs.

## Medvirkende
- Karl Vidar Lende, Carl
- Karoline Stemre, Kristine
- Raymond Corrada Knutsen, William
- Helge Jordal, Nattevagtkollega
- Kristine Thorp, Ikeas mystiske pige